# Speicher Schleenstraße 5

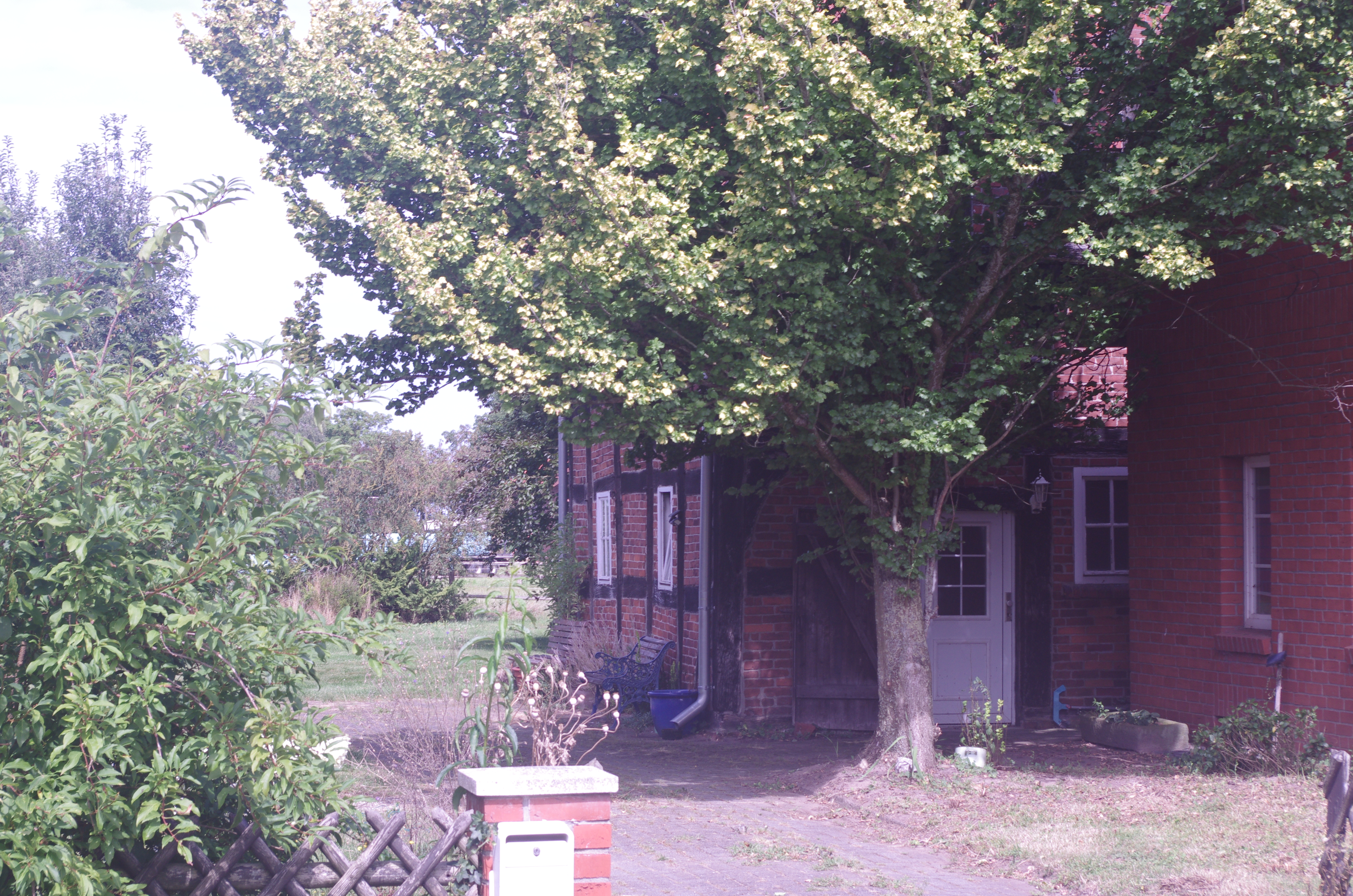
Speicher

Der Speicher Schleenstraße 5 in Schweringen in der niedersächsischen Samtgemeinde Grafschaft Hoya stammt vom 19. Jahrhundert. Aktuell (2023) wird er landwirtschaftlich genutzt.
Das Gebäude steht unter Denkmalschutz (siehe auch Liste der Baudenkmale in Schweringen).

## Beschreibung
Das eingeschossige kleine Gebäude in Fachwerk mit Steinausfachungen und Satteldach wurde am Anfang des 19. Jahrhunderts gebaut. Der Speicher gehört zu einer größeren Hofanlage.
Das Landesdenkmalamt befand: „geschichtliche Bedeutung … als Ziegelfachwerk-Speicher des frühen 19. Jahrhunderts im Kontext einer Hofanlage“.